# Partit de la Unitat de Nigèria
El Partit de la Unitat de Nigèria (Unity Party of Nigeria UPN) fou un partit polític nigerià que era dominant a Nigèria occidental durant la segona república (1978-1983). El partit girava entorn del lideratge polític de Obafemi Awolowo, un polèmic polític però un administrador eficaç. Tanmateix, la diferència principal del partit amb els seus competidors no va ser el dirigent sinó els ideals d'una democràcia social en què es fonamentava. L'UPN va heretar la seva ideologia de l'antic Grup d'Acció i es va veure com un partit per a tothom. Fou l'únic partit a promoure l'educació lliure i es va definir com un partit del benestar. Awolowo va competir el 1979 i 1983 per la presidència sense èxit, tot i que era força popular.
L'objectiu desitjat del govern militar d'Olusegun Obasanjo de construir partits polítics nacionals van comportar un debilitament gradual de política ètnica en la segona república. L'UPN així com les el Partit de la Redempció dels Pobles (PRP) va presentar el pla més coherent d'acció durant la campanya electoral de 1979. El partit va rebutjar construint una coalició confortable en un entorn polític polaritzat però va buscar formes de cooperació en els partidaris del socialisme democràtic.
Més tard el Congrés d'Acció de Nigèria va ser considerat com a successor natural al Grup d'Acció i de l'UPN, tot i el seu origen en grups diversos.
La bandera del partit conservava els colors del Grup d'Acció (negre, vermell i verd en horitzontal) però va canviar l'emblema que ara era un mapa de Nigèria verd amb una vora blanca; al peu dret del mapa hi havia una espelma blanc encesa amb una flama de colors vermell i groc; la flama té a l'entorn un semicercle de rajos grocs, un per cada estat. Es va recuperar en la quarta república el 1999 i ratificat el 2012 per la Comissió Electoral Nacional Independent (Independent National Electoral Comission INEC), però amb poca incidència electoral.